# 塞西莱布瓦
塞西莱布瓦（法語：Cessy-les-Bois，法語發音：[sɛsi le bwa]）是法国涅夫勒省的一个市镇，属于卢瓦尔河畔科讷库尔区。

## 地理
塞西莱布瓦（47°20'10"N, 3°12'21"E）面积17.49 平方千米，位于法国勃艮第-弗朗什-孔泰大區涅夫勒省，该省份为法国中部省份，北至约讷省，西北接卢瓦雷省，西接谢尔省，南至阿列省，东南接索恩-卢瓦尔省，东临科多尔省。
与塞西莱布瓦接壤的市镇（或旧市镇、城区）包括：东齐瓦地区圣马洛、巴尔日谷新堡、科尔梅里、栋济、圣科隆布德布瓦。

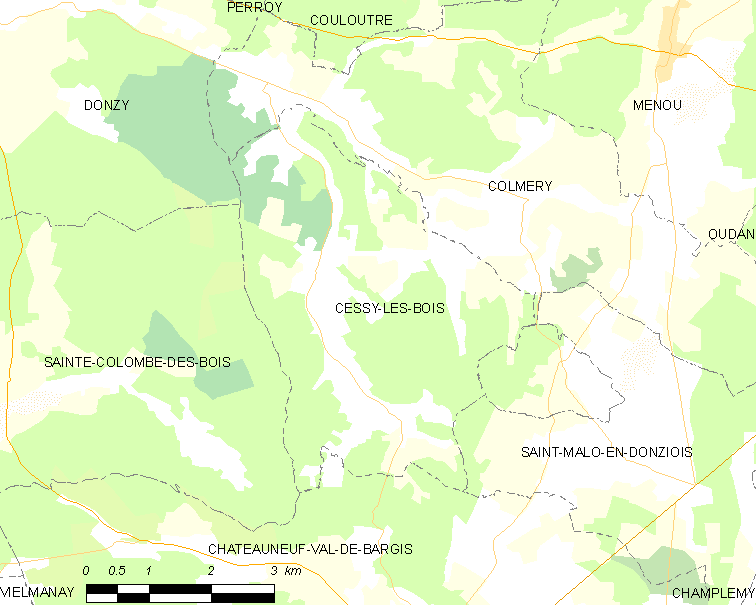
塞西莱布瓦的OSM定位图

塞西莱布瓦的时区为UTC+01:00、UTC+02:00（夏令时）。

## 行政
塞西莱布瓦的邮政编码为58220，INSEE市镇编码为58048。

## 政治
塞西莱布瓦所属的省级选区为卢瓦尔河畔普伊县。

## 人口

1962-2008年间塞西莱布瓦人口变化图示

塞西莱布瓦于2022年1月1日时的人口数量为114人。